# Droga wojewódzka 743
Die Droga wojewódzka 743 (DW 743) ist eine acht Kilometer lange Droga wojewódzka (Woiwodschaftsstraße) in der polnischen Woiwodschaft Lublin, die Góra Puławska mit Bochotnica verbindet. Die Strecke liegt Powiat Puławski.

## Streckenverlauf
Woiwodschaft Lublin, Powiat Puławski
-  Góra Puławska (DW 738, DW 874)
- Sadłowice
- Nasiłów
-  Bochotnica (DW 824, DW 830)